# Diprotodontidae
Die Diprotodontidae sind eine Familie australisch-neuguineischer Megafauna innerhalb der Vombatiformes. Tiere, die dieser Familie angehören, existierten vom späten Oligozän bis zum späten Pleistozän und gehörten zu den größten Beutelsäugern der Erdgeschichte.

## Allgemeine Systematik
Die Diprotodontidae  teilt sich in zwei Unterfamilien auf, die Unterfamilie Diprotodontinae und die Unterfamilie Zygomaturinae, benannt nach ihren bekanntesten Vertretern, Diprotodon und Zygomaturus. Die Familie Diprotodontidae bildet gemeinsam mit der Familie Palorchestidae die Überfamilie Diprotodontoidea.

## Innere Systematik
Nach Black, Mackness 1999:
- Diprotodontidae
  - Diprotodontinae
    - Ngapakaldia
    - Pitikantia
      - Bematherium
        - Pyramios
          - Meniscolophus
          - Euowenia
            - Euryzygoma
            - Diprotodon

  - Zygomaturinae
    - Raemeotherium
    - Silvabestius
      - Alkwertatherium
        - Nimbadon
          - Kolopsoides
          - Plaisiodon
            - Neohelos
              - Kolopsis
              - unbenannte Gattung
                - Zygomaturus
                - unbenannte Gattung
                  - Hulitherium
                  - Maokopia